# Синдром Мириззи
Синдром Мириззи —  редкое осложнение желчнокаменной болезни, характеризующееся частичным сужением общего печеночного или желчного протоков в результате воспаления в нём и сдавления извне желчным конкрементом, расположенным в пузырном протоке или шейке желчного пузыря. Всё это в дальнейшем может привести  к развитию стриктуры гепатикохоледоха или к образованию фистулы между желчным пузырём и гепатикохоледохом.

## Классификация
В настоящее время используют классификацию в 1989 г. по степени разрушенности стенки общего печеночного протока пузырнохоледохеальным свищем:
I тип – компрессия общего печеночного протока камнем шейки желчного пузыря или пузырного протока;
II тип – пузырно-холедохеальный свищ, занимающий менее 1/3 окружности общего печеночного протока;
III тип – пузырно-холедохеальный свищ, занимающий 2/3 окружности общего печеночного протока;
IV тип – пузырно-холедохеальный свищ, занимающий всю окружность общего печеночного протока (стенка протока полностью разрушена).

## Этиология
Точная причина заболевания не известна, однако, основной причиной развития болезни принято считать хронический калькулезный холецистит, при котором происходит миграция конкремента  в карман Хартмана, шейку пузыря или пузырный проток, плотно прилегая к стенке и формируя пролежень. Немаловажными факторами являются близкие анатомические расположения желчного пузыря, пузырного протока и гепатикохоледоха. При этом вероятность возникновения болезни возрастает при параллельном расположении пузырного и печеночного протоков, при наличии единой оболочки, покрывающей оба канала. Некоторые авторы выделяют врожденную аномалию развития желчевыводящей системы, при которой пузырный проток имеет большую длину и впадает в нижнюю треть гепатикохоледоха. В этом случае, при наличии конкремента в пузырном канале, увеличивается риск сдавления общего протока печени и развития патологического синдрома.

## Клиническая картина
Для синдрома Мириззи в основном характерны симптомы острого и хронического холецистита с развитием механической желтухи. В анамнезе больных отмечается длительное течение желчнокаменной болезни с частыми приступами, перемежающимися периодами механической желтухи.
Выделяют 3 основных симптома синдрома Мириззи:
1. Боль в верхнем правом квадранте живота;
2. Желтуха;
3. Симптомы холангита (желтуха, озноб, повышение температуры тела)[1].

## Диагностика
- Ультразвуковое исследование (диагностическая ценность 8-67%)
- МРТ (МР-холангиография)  (диагностическая ценность 94,4%);
- Эндоскопическая ретроградная холангиопанкреатография;
- Чрескожно-чреспеченочная холангиография.

## Лечение
Основное лечение синдрома Мириззи — хирургическое.
- при I типе – холецистэктомия, ревизия желчных протоков с дренированием Т-образной трубкой;
- при II, III типах – холецистэктомия, удаление конкрементов, ушивание свищевого отверстия атравматическим рассасывающимся шовным материалом или пластика дефекта оставленной частью культи желчного пузыря, дренирование Т-образной трубкой;
- при IV типе– предпочтительнее гепатикоеюностомия с петлёй тощей кишки по Ру, так как стенка общего печеночного протока полностью разрушена.